# Stanisław Brzeski
Stanisław Brzeski (ur. 21 kwietnia 1918 w Lipniku, zm. 3 grudnia 1972 w Norwich) – kapitan Polskich Sił Powietrznych w Wielkiej Brytanii, as myśliwski.

## Życiorys
Stanisław Brzeski urodził się 21 kwietnia 1918 roku we wsi Lipnik, mieszkał w Sandomierzu. W 1932 roku ukończył szkołę powszechną i wstąpił do Szkoły Podoficerów Piechoty dla Małoletnich Nr 3 w Nisku, którą ukończył w 1935 roku. Następnie służył w 77 pułku piechoty w Lidzie. W 1936 roku przeniósł się do lotnictwa. Początkowo ukończył kurs pilota szybowców, podstawowy kurs pilota i pilota myśliwskiego. Brał udział w zawodach sportowych. W listopadzie 1938 roku w składzie trójki pilotów 5 Pułku Lotniczego zwyciężył zespołowo w zawodach lotnictwa myśliwskiego w Toruniu. W stopniu kaprala służył w 152 eskadrze myśliwskiej.
W chwili wybuchu kampanii wrześniowej służył w składzie Armii „Modlin”. 3 września zgłosił się do wykonania rozkazu zniszczenia niemieckiego balonu obserwacyjnego, który udało mu się bez większych problemów podpalić. Następnego dnia latał jako osłona bombowców PZL.23, w czasie lotu wykrył i zaatakował kolejny balon obserwacyjny, jednak dostał się pod silny ogień osłaniającej go baterii przeciwlotniczej. Brzeski był zmuszony do lądowania z powodu przebitego zbiornika z paliwem, jednak zdołał jeszcze tego samego dnia powrócić do jednostki. 9 września stoczył, razem z innymi pilotami, pojedynek w okolicach Lublina, doprowadzając do uszkodzenia jednego z samolotów, który nie zdołał wylądować.
Nocą 18/19 września ewakuował się do Rumunii, a dalej do Jugosławii, skąd do Francji. Do tego ostatniego kraju dotarł 19 listopada, ale przydział do nowej jednostki otrzymał dopiero 18 maja 1940 roku. 23 czerwca odpłynął do Oranu, w związku z trudną sytuacją Francji, a dalej ewakuował się do Wielkiej Brytanii (numer służbowy P-1902).
Początkowo włączono go do 307 Dywizjonu, ale 14 października 1940 roku przeniesiono go do 303 Dywizjonu, gdzie rozpoczął szkolenie na samolocie Hawker Hurricane. Swoje pierwsze zwycięstwo odniósł 10 lutego 1941 roku nad Dunkierką, gdzie zestrzelił Bf 109. 25 lutego 1941 roku otrzymał przydział do 317 Dywizjonu, gdzie latał w osłonach konwojów, bitwie o Anglię i w misjach nad okupowaną Francją. 10 lipca 1941 roku zestrzelił Bf 109, a cztery dni później Ju 88. 8 listopada 1941 roku nad Lille strącił Bf 109 i uszkodził FW 190. 15 lutego 1942 roku pilot zestrzelił przy złej widoczności nierozpoznany samolot, który okazał się maszyną brytyjską. Przeprowadzone brytyjskie śledztwo zakończyło się uniewinnieniem zaangażowanych pilotów. Kolejnego zestrzelenia dokonał 25 kwietnia 1942 roku nad Dunkierką, a 26 lipca 1942 jeszcze jednego nad St. Omer. W czasie wyprawy na Dieppe zestrzelił He 111. 23 kwietnia 1943 roku przeszedł do Dywizjonu 302. Kolejnego zestrzelenia dokonał 2 maja 1943 roku nad Hagą, ponownie zestrzelił wrogi samolot 4 września nad Hazebrouck. 28 grudnia 1943 roku przeniesiono go do Dywizjonu 303 i awansowano na porucznika oraz dowódcę eskadry "B".
21 maja 1944 roku został nad Abbeville trafiony został przez baterię przeciwlotniczą i lekko ranny wylądował. Po czterogodzinnej próbie ukrywania się został schwytany przez żołnierzy niemieckich i osadzony w rejonie Frankfurtu nad Menem, a potem Żagania. W styczniu 1945 roku został wywieziony na zachód Niemiec, 22 kwietnia uwolniony przez Armię Czerwoną i przekazany został Amerykanom.
Służbę zakończył w stopniu kapitana. Po wojnie pozostał w Wielkiej Brytanii, służył w RAF jako instruktor, a następnie kontroler lotów.
Zmarł 3 grudnia 1972 roku w Norwich i został pochowany na cmentarzu w Dereham.

## Zestrzelenia
Na liście Bajana sklasyfikowany został na 14. pozycji z 8 i 1/2 samolotów Luftwaffe zestrzelonymi na pewno, dwoma zestrzelonym prawdopodobnie i jednym uszkodzonym.

### Zestrzelenia pewne
- He-111 - 9 września 1939[2]
- Me-109E - 10 lutego 1941
- Me-109 - 18 lutego 1941[3]
- 1/2 Me-109 - 10 lipca 1941
- 1/2 Ju-88 - 14 lipca 1941
- Me-109F - 8 listopada 1941
- Ju-88 - 6 grudnia 1941
- Fw-190 - 25 kwietnia 1942
- He-111 - 19 sierpnia 1942
- Fw-190 - 2 maja 1943
- Fw-190 - 24 czerwca 1943[4]
- 1/2 Fw-190 - 4 września 1943[5]

### Zestrzelenia prawdopodobne
- He-111 - 1 września 1939[2]
- Fw-190 - 26 lipca 1942
- Fw-190 - 23 września 1943

### Uszkodzenia
- Me-109 - 8 listopada 1941

## Ordery i odznaczenia
- Krzyż Srebrny Orderu Virtuti Militari nr 9344
- Krzyż Walecznych (czterokrotnie)
- Medal Lotniczy (trzykrotnie)
- Distinguished Flying Cross
- Distinguished Service Order